# دولت چهاردهم جمهوری اسلامی ایران
دولت چهاردهم جمهوری اسلامی ایران به ریاست جمهوری مسعود پزشکیان، نهمین رئیس‌جمهور ایران، در ۷ مرداد ۱۴۰۳ آغاز به کار کرد.
محمدجواد ظریف به‌عنوان رئیس شورای راهبری، مسئول معرفی نامزدهای وزارتخانه‌ها در کابینه بود. او کمیته‌هایی برای انتخاب وزرا تشکیل داد و قرار بود که ۶۰ درصد وزیران پیشنهادی دولت جدید، سن‌شان کمتر از ۵۵ سال باشد و همچنین ۶۰ درصد آن‌ها هم برای نخستین بار عضو کابینه شوند. فهرست وزرای پیشنهادی برای اخذ رأی اعتماد از مجلس شورای اسلامی در ۲۱ مرداد اعلام شد و با واکنش‌های گسترده‌ای مواجه گردید. بخشی از اصلاح‌طلبان و حامیان پزشکیان از وزرای پیشنهادی ابراز ناامیدی کردند. ظریف پس از آن از سمت‌های خود در کابینه استعفا کرد اما در ۶ شهریور ۱۴۰۳ بازگشت.
نمایندگان مجلس پس از پنج روز بررسی وزرای پیشنهادی، به ۱۹ وزیر معرفی‌شده رای اعتماد دادند. پیش از آغاز رأی اعتماد به کابینه چهاردهم، پزشکیان در دفاع از وزرای پیشنهادی تأکید کرد که فهرست کابینه را با سید علی خامنه‌ای هماهنگ کرده است. بر اساس نتایج رأی‌گیری، عزیز نصیرزاده، وزیر دفاع و پشتیبانی نیروهای مسلح، با ۲۸۱ رأی بالاترین و محمدرضا ظفرقندی، وزیر بهداشت، درمان و آموزش پزشکی با ۱۶۳ رأی، پایین‌ترین رأی اعتماد را از مجلس شورای اسلامی گرفتند.

## انتخاب وزرا

### نظر علی خامنه‌ای
بر پایه گفته سخنگوی شورای نگهبان، بر پایهٔ «اصل نانوشته و رایج»، روسای‌جمهور ایران دست‌کم گزینه‌های خود برای چهار وزارتخانه اطلاعات، دفاع، امور خارجه و کشور را با سید علی خامنه‌ای، رهبر جمهوری اسلامی، مطرح می‌کنند و پس از تأیید خامنه‌ای، آن‌ها را در فهرست نهایی خود قرار می‌دهد. با این وجود، مسعود پزشکیان پیش از آغاز رأی اعتماد به کابینه چهاردهم، در دفاع از وزرای پیشنهادی تأکید کرد که «همه» فهرست کابینه را با سید علی خامنه‌ای هماهنگ کرده است.
هادی طحان نظیف سخنگوی شورای نگهبان گفت: «به هر حال این عرف، برای انتخاب وزیر دو سه تا از وزارتخانه هاست و صرف یک هماهنگی با رهبری است. آن هم وزارتخانه‌هایی که نوع امور آنها فرا قوه‌ای است مثل وزارت دفاع، وزارت امور خارجه و وزارت اطلاعات. اینها وزارتخانه‌هایی هستند که برحسب عرفی که شکل گرفته است برای انتخاب آنها با رهبری یک هماهنگی و مشورتی صورت می‌گیرد.» این روند باعث شده که گاهی روسای جمهور با رهبر جمهوری اسلامی به چالش بخورند و گزینه‌هایی که مد نظر رئیس‌جمهور منتخب بوده با نظر خامنه‌ای وتو شده‌اند.

### شورای راهبری
محمدجواد ظریف و محمدجواد آذری جهرمی، وزیران دولت روحانی، در کارزار انتخاباتی او نقش برجسته‌ای داشتند و مردم را برای شرکت در انتخابات ترغیب می‌کردند. در روزهای پایان کارزار انتخاباتی، علی طیب‌نیا به‌عنوان «فرمانده اقتصادی» تیم پزشکیان به این جمع افزوده شد.
پزشکیان ظریف را به عنوان رئیس شورای راهبری دوره انتقال دولت چهاردهم منصوب کرد. ظریف گفت که برای هیئت دولت «کمیته‌های کارشناسی» تشکیل شده و هر کمیته دست‌کم ۱۲ متخصص از گرایش‌های سیاسی و صنفی گوناگون دارد که حداقل یک زن و یک نفر از قومیت‌ها و اقلیت‌های مذهبی در همهٔ کمیته‌ها وجود دارد. همه دبیران این کمیته‌ها از افراد زیر ۴۰ سال و عموماً زیر ۳۰ سال انتخاب شده‌اند. او همچنین گفت قرار است ۶۰ درصد افرادی که کمیته‌ها به پزشکیان پیشنهاد می‌کنند سن‌شان کمتر از ۵۵ سال باشد و همچنین ۶۰ درصد آن‌ها هم برای نخستین بار عضو کابینه می‌شوند. به گفتهٔ ظریف، در مجموع ۴۵۰ نفر در حال ارزیابی پیشنهادها برای هیئت دولت هستند. رادیو فردا اظهار داشت که «چنین سازوکاری برای تشکیل دولت در جمهوری اسلامی بی‌سابقه است.»

### اعضای شورای راهبری
- محمدجواد ظریف
- محمدجواد آذری جهرمی
- رحمت‌الله بیگدلی
- علی تاجرنیا
- احمد ترک‌نژاد
- محمدرضا جلایی‌پور
- محسن حاجی‌میرزایی
- الیاس حضرتی
- هادی خانیکی
- علی ربیعی
- محسن رنانی
- فیاض زاهد
- علی شکوری‌راد
- ابراهیم شیخ
- سید رضا صالحی امیری
- محمد صدوقی
- علی طیب‌نیا
- علی عبدالعلی‌زاده
- حسین عبده تبریزی
- عباس عبدی
- محمدرئوف قادری
- محمدجعفر قائم‌پناه
- سید حسین مرعشی
- شهیندخت مولاوردی
- مصطفی مولوی
- فاطمه مهاجرانی
- امین عارف‌نیا
- سمیه توحیدلو
- محمدجعفر کبیری
- نورالدین آهی
- محمد رهبری

منبع:

### رای اعتماد به وزیران
بر اساس نتایج رأی‌گیری در مجلس شورای اسلامی، عزیز نصیرزاده، وزیر دفاع و پشتیبانی نیروهای مسلح، با ۲۸۱ رأی بالاترین و محمدرضا ظفرقندی، وزیر بهداشت، درمان و آموزش پزشکی با ۱۶۳ رأی، پایین‌ترین رأی اعتماد را از مجلس شورای اسلامی گرفتند.
پزشکیان در تبلیغات انتخاباتی، خود را فردی غیرحزبی معرفی کرد که با همه جریان‌های سیاسی اصلاح‌طلب و اصول‌گرا کار می‌کند و دولت بعدی رئیس‌جمهورهای پیشین نیست. انتظار می‌رود که هیئت دولت مانند هیئت دولت حسن روحانی چند حزبی باشد و جریان‌های سیاسی گوناگون در آن نقش داشته باشند. پزشکیان همچنین در تبلیغات انتخاباتی از نبود سیاستمداران و مدیران اهل سنت و کرد در مناصب بالای جمهوری اسلامی انتقاد کرد. او همچنین افزود که زنان در ایران به حق خود نمی‌رسند و باید بیشتر برای حضور آن‌ها در جامعه فضاسازی کرد.

## وزرای پیشنهادی
وزیران پیشنهادی مسعود پزشکیان برای دولت چهاردهم در ۲۱ مرداد ۱۴۰۳ به مجلس معرفی شدند.
محمدجواد امام، سخنگوی جبهه اصلاحات ایران، پیش از اعلام این فهرست، از وزرای پیشنهادی ابراز نگرانی کرد و آن را ادامه «سکانداری نظامیان و شبه‌نظامیان بر سیاست» خواند.
در تاریخ ۳۱ مرداد مجلس شورای اسلامی به تمامی وزرای پیشنهادی مسعود پزشکیان رأی اعتماد داد.

## سایر منصوبان رئیس دولت
| سرپرست نهاد ریاست‌جمهوری                       |  | محمدجعفر قائم‌پناه      | ۱۱ مرداد ۱۴۰۳   | در حال تصدی  | جامعه پزشکی | [ ۳۶ ] |
| رئیس دفتر رئیس‌جمهور                           |  | محسن حاجی‌میرزایی       | ۷ مرداد ۱۴۰۳    | در حال تصدی  | مستقل       | [ ۳۷ ] |
| دستیاران رئیس‌جمهور                            |  |                        |                 |              |             |        |
| اجتماعی                                       |  | علی ربیعی              | ۱۴ مهر ۱۴۰۳     | در حال تصدی  | اسلامی کار  | [ ۳۸ ] |
| امور پدافند غیرعامل کشور                      |  | غلامرضا جلالی          | ۱ آبان ۱۴۰۳     | در حال تصدی  | نظامی       | [ ۳۹ ] |
| پیگیری طرح‌های خاص                             |  | محمد نوری              | ۱۶ مهر ۱۴۰۳     | در حال تصدی  | مستقل       | [ ۴۰ ] |
| رئیس شورای امور اقوام، ادیان و مذاهب          |  | سید محمود علوی         | ۱ آذر ۱۴۰۳      | در حال تصدی  | ایستادگی    | [ ۴۱ ] |
| مشاوران رئیس‌جمهور                             |  |                        |                 |              |             |        |
| عالی                                          |  | علی طیب‌نیا             | ۱۴ مرداد ۱۴۰۳   | در حال تصدی  | مستقل       | [ ۴۲ ] |
| آموزشی                                        |  | شهرام یزدانی           | ۳ بهمن ۱۴۰۳     | در حال تصدی  | مستقل       | [ ۴۳ ] |
| امور تشکل‌ها و احزاب                           |  | نورالدین آهی           | ۱۲ آذر ۱۴۰۳     | در حال تصدی  | هدا         | [ ۴۴ ] |
| امور روحانیت                                  |  | سید علی عماد           | ۲۶ فروردین ۱۴۰۴ | در حال تصدی  | مستقل       | [ ۴۵ ] |
| امور همکاری‌های اقتصادی                        |  | معصومه آقاپور          | ۱۲ آذر ۱۴۰۳     | در حال تصدی  | مردم‌سالاری  | [ ۴۶ ] |
| سیاسی                                         |  | مهدی سنایی             | ۲۷ آبان ۱۴۰۳    | در حال تصدی  | مستقل       | [ ۴۷ ] |
| دبیرکل ستاد مبارزه با مواد مخدر               |  | حسین ذوالفقاری         | ۳ بهمن ۱۴۰۳     | درحال تصدی   | نظامی       | [ ۴۸ ] |
| رئیس دفتر بازرسی ویژه                         |  | مصطفی مولوی‌فرد         | ۲۶ آبان ۱۴۰۳    | در حال تصدی  | نظامی       | [ ۴۹ ] |
| رئیس سازمان اسناد و کتابخانه ملی ایران        |  | غلامرضا امیرخانی       | ۱۹ آبان ۱۴۰۳    | در حال تصدی  | مستقل       | [ ۵۰ ] |
| رئیس مرکز بررسی‌های استراتژیک                  |  | محمدجواد ظریف          | ۱۱ مرداد ۱۴۰۳   | ۶ اسفند ۱۴۰۳ | مستقل       | [ ۵۱ ] |
| رئیس مرکز بررسی‌های استراتژیک                  |  | محسن اسماعیلی          | ۲۶ فروردین ۱۴۰۴ | در حال تصدی  | مستقل       | [ ۲۵ ] |
| نمایندگان ویژه رئیس‌جمهور                      |  |                        |                 |              |             |        |
| هماهنگی اجرای سیاست‌های کلی توسعه دریامحور     |  | علی عبدالعلی‌زاده       | ۸ مهر ۱۴۰۳      | در حال تصدی  | کارگزاران   | [ ۵۲ ] |
| دبیر شورای توسعه سواحل مکران                  |  | محمد جلال‌مآب           | ۷ مرداد ۱۴۰۳    | در حال تصدی  | نظامی       | -      |
| رئیس ستاد مرکزی مبارزه با قاچاق کالا و ارز    |  | علیرضا رشیدیان         | ۲۰ آبان ۱۴۰۳    | در حال تصدی  | نظامی       | [ ۵۳ ] |
| رئیس هیئت نظارت بر مسافرت‌های خارجی            |  | محسن حاجی‌میرزایی       | ۲۲ مرداد ۱۴۰۳   | در حال تصدی  | مستقل       | [ ۵۴ ] |
| رئیس قرارگاه پیشرفت طرح‌های ملی و راهبردی کشور |  | علی‌اکبر احمدیان        | ۱۵ مرداد ۱۴۰۴   | در حال تصدی  | نظامی       | [ ۵۵ ] |
| سایر سازمان‌های وابسته                         |  |                        |                 |              |             |        |
| رئیس شورای اطلاع‌رسانی دولت                    |  | الیاس حضرتی            | ۷ شهریور ۱۴۰۳   | در حال تصدی  | اعتماد ملی  | [ ۵۶ ] |
| رئیس شورای رقابت                              |  | سید محمدرضا سید نورانی | ۷ مرداد ۱۴۰۳    | در حال تصدی  | مستقل       | -      |
| رئیس صندوق توسعه ملی                          |  | مهدی غضنفری            | ۷ مرداد ۱۴۰۳    | در حال تصدی  | مستقل       | -      |